# Bolboceratops buxtoni
Bolboceratops buxtoni és una espècie de coleòpter polífag de la família dels geotrúpids.

## Distribució geogràfica
Habita a la zona afrotròpica.